# Ovactis bermudensis
Espèce
Ovactis bermudensis est une espèce de cnidaires de la famille des Arachnactidae.

## Systématique
Le nom valide complet (avec auteur) de ce taxon est Ovactis bermudensis Van Beneden, 1897.